# Scarbantia
Scarbantia római település (municipium) Pannonia nyugati részén, a mai Sopron területén.

## Fekvése
Scarbantia az egyik legfontosabb római kereskedelmi útvonal, a Borostyánút mentén helyezkedett el. Az út Savaria felől érkezett a városba, és északon Carnuntum felé vezetett tovább. Pannonia felosztásakor Pannonia Superior provincia része lett, Diocletianus közigazgatási reformja után pedig Pannonia Primához tartozott. A római város maradványai a mai Sopron belvárosának helyén, a mai talajszintnél mintegy 4,5 méterrel mélyebben találhatóak.

## Története
Tiberius uralkodása alatt a település (oppidum Scarbantia Iulia) házai fából és vályogból épültek. Lakói főleg a kelta boj törzsből kerültek ki, illetve egy, a korábbi kelta városkában letelepített katonai segédcsapat veteránjai voltak. A Iuliusokra utaló mellékneve alapján Augustus vagy Tiberius uralkodása alatt alapíthatták.
A Flavius-dinasztia idején kapta meg a municipium rangot, neve municipium Flavium Augustunum Scarbantia lett. Traianus és Hadrianus uralkodása alatt Scarbantiában nagy építkezések zajlottak. Ekkor épült ki nagyjából a mai Fő tér és a városháza környékén a fórum, az amfiteátrum, a fürdő, a vízvezeték, számos vallási és kereskedelmi épület és magánház. Útjait is ekkor burkolták. Az ivóvizet a több mint hat kilométerre fekvő Malom-tótól vezették a városba, az építőanyagot a város saját kőbányájában fejtették. A város határában a 63 méter hosszú, 42 méter széles amfiteátrum maradványai máig megtekinthetőek. Ennek bejárata mellett állt Nemeszisz és Diana egy-egy szentélye — a sors istennőjéhez a gladiátorok fohászkodtak, Diana holdistennő pedig az állatok oltalmazója volt.
Scarbantia lakói csak a 4. század elején, Diocletianus uralkodása idején vették körül városukat fallal. A városfal 3,5 méter széles és 8,5 méter magas volt, melyet összesen 35, vasaló alakú bástya erősített. A század végén viszont már a város hanyatlása volt jellemző: a 370-es évekből származó régészeti leletek arra utalnak, hogy az utcákat háztartási szemét borította. A római uralom 5. század eleji összeomlása után a város még fennmaradt, de építészeti színvonala is jelentősen elmaradt a korábbitól: a kőlapokkal fedett tereken fából készült házak épültek. A longobárdok kárpát-medencei letelepedése idején is lakták, ám amikor az avarok 568-ban megérkeztek a térségbe, a longobárdok elhagyták az egykori Pannoniát. Scarbantia utolsó lakói is ekkor távoztak a városból Észak-Itáliába, Vigilius püspök vezetésével. Az épületeket ekkoriban tűzvész pusztította el. Valószínűleg a későbbiekben is laktak a városban, ám annak neve a magyarok megérkezésére feledésbe merült. A római városfalak romjait a középkori város polgárai újrahasznosították, így a középkori Sopron évszázadokon keresztül az ókori város területére terjedt ki.

## Leírása
A 4. század eleji erődítések a Forum és a fürdők közötti területet kerítették el. Ez a borostyánút mintegy 400 méter hosszú szakaszát jelentette. Az út a városban gneiszlapokkal volt burkolva, szélessége elérte a hat métert. Az úttól mindkét irányban 100-120 méterig terjedt a fallal övezett terület. A mai Tűztorony helyén lehetett az északi, kéttornyú városkapu, a déli pedig a Széchenyi tér 18. - Szent Orsolya iskola környéki területen állhatott. Két kisebb kapuja is volt a városnak: keleten egy gyalogoskapu, nyugaton pedig a kikötőkapu. Előbbi a Várkerület 102. és a Szent György utca 17. között helyreállítva megtekinthető, utóbbit viszont a feltárás után lezárták.

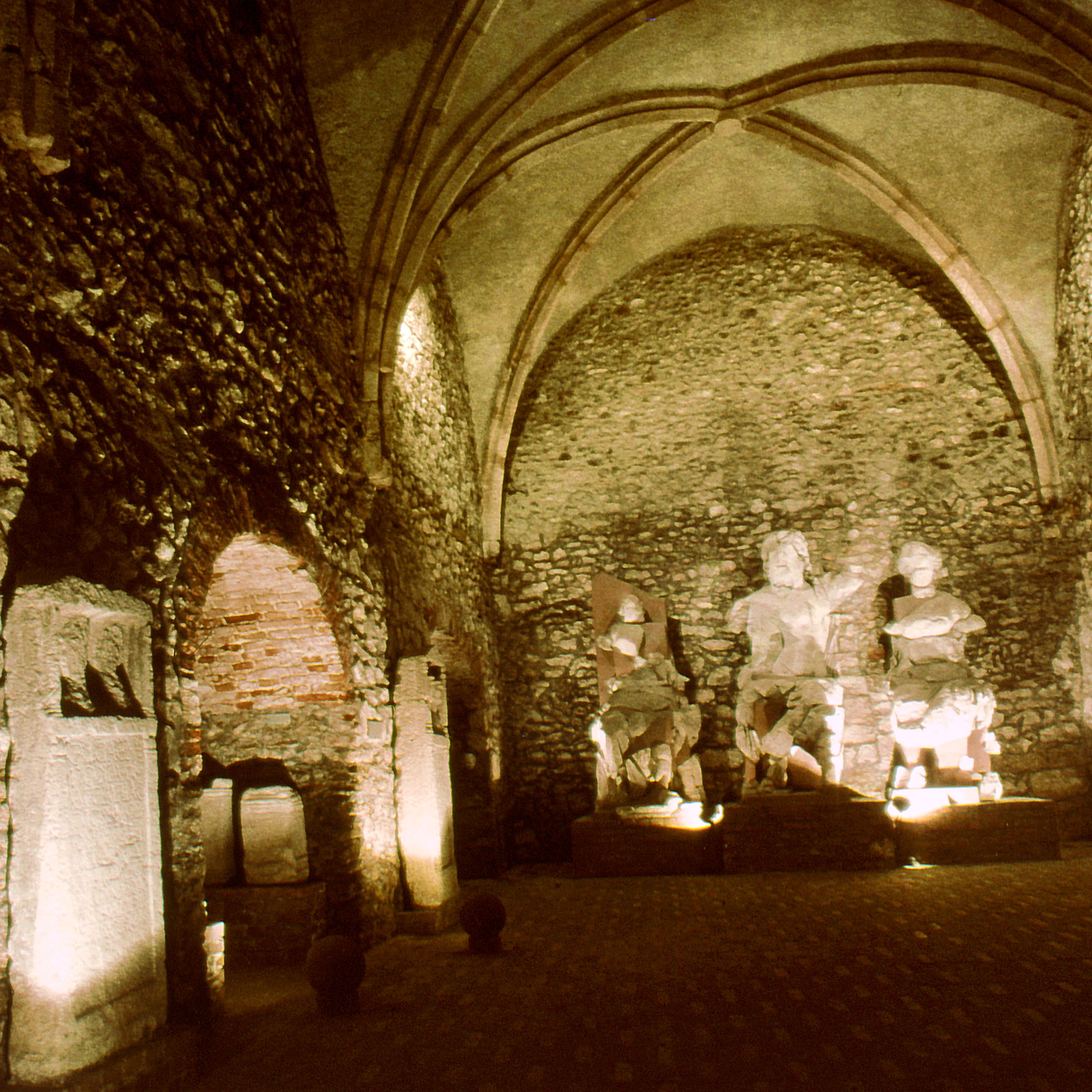
A capitoliumi triász szobrai a Római Kőtárban

A város központja a mai belváros északi része alatt található, 45 x 46 méteres, faragott kőlapokkal burkolt tér, a Forum volt. Északi részén a Capitolium épülete állt, melyben a capitoliumi triász (Iuppiter, Iuno, Minerva istenhármassága) aphrodisiasi márványból faragott, monumentális szobrai álltak. A háromosztatú cellában elhelyezett szobrok a 2. század közepén készülhettek és még a késő római korban elpusztultak egy tűzvészben. A szobrok a 19. század végén, az új városháza építésekor kerültek újra napvilágra. Fennmaradt a templom bejárati oszlopcsarnokának lábazata, a felvezető hat lépcsőfok és néhány felirat.
A Forum nyugati oldalán a karcsú oszlopsorokkal díszített törvényház, a basilica helyezkedett el. Délen a curia (városháza) épülete zárta a teret, mely szintén oszlopcsarnokkal és három bronz lovasszoborral volt díszítve. A tér és épületei valószínűleg a 2. század elején épültek fel.

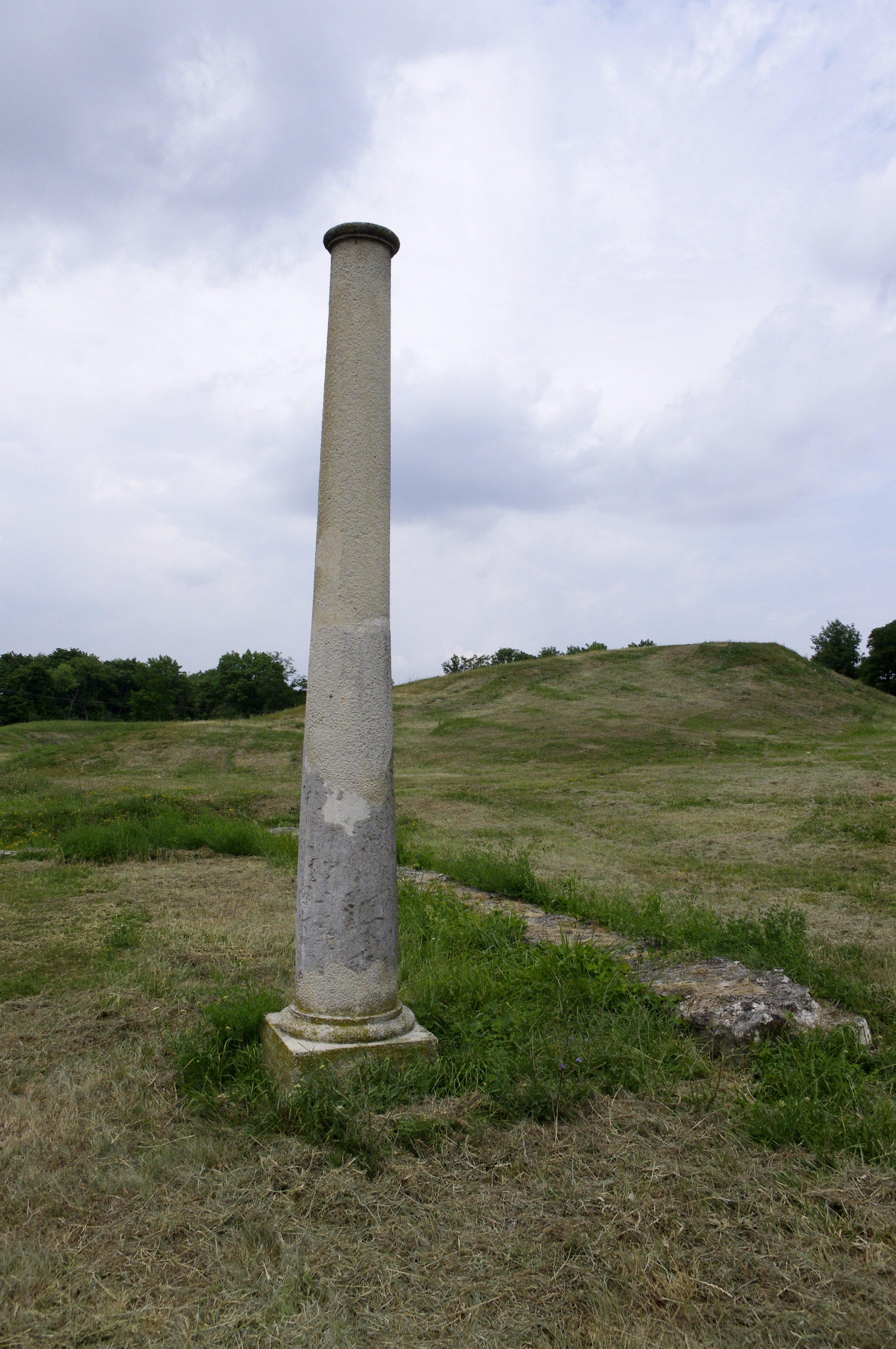
Az amfiteátrum maradványai

Scarbantia amfiteátruma is a 2. század elejéről származik. Az építmény kőszerkezetes, földtöltéssel készült, arénájának mérete 42 x 63 méter. A város fürdőinek maradványai a mai Szent Orsolya iskola alatt találhatóak. A forró vizet a medencét alulról fűtő hypocastum biztosította. Vallási emlékek a capitoliumi triász templomán kívül az amfiteátrumból előkerült 
Nemeseon és a közeli Fertőrákoson található Mithreum. A Forum mellett találták meg a kereskedők által tisztelt Mercurius és Liber Pater oltárát de már másodlagos helyzetben. A Birodalomban terjedő keleti vallások közül Izisz tisztelete is megjelent a városban, a Forumtól nyugatra állt a szentélye.
A város ivóvíz-ellátását a közeli sopronbánfalvai Malom-tóból érkező, 6,5 km hosszú vízvezeték biztosította. Az építmény a Rák-patak vonalát követte, kitűzésében a XIV Gemina légió műszaki alakulatai vettek részt.
Scarbantiának két fazekastelepe volt: a mai Ikva áruház, illetve a Széchenyi tér - Deák tér közötti helyen. A temető a város déli bejáratánál, a borostyánút mentén helyezkedett el. A 2. század második felében, a markomann háborúk után épülhetett vasolvasztó kemencéje az egyetlen ilyen, ami fennmaradt a Dunántúl területén. A Forum mellett található kis bronzfeldolgozó műhely területéről a tűzhely, öntőtégely és beolvasztásra odakészített bronztárgyak is előkerültek. A Nándor-magaslat nyugati oldalán kőbánya működött, melynek köveivel a város utcáit burkolták.